# Pierre-Alain Dahan
Pierre-Alain Dahan (* 1. März 1943 in Oran, Algerien; † 23. Dezember 2013 in Le Thor) war ein französischer Jazz- und Unterhaltungsmusiker (Schlagzeug, Songwriter), der auch als Filmkomponist hervorgetreten ist.
Dahan spielte Anfang der 1960er-Jahre im Septett von Jef Gilson, mit dem erste Aufnahmen für das Label Spirit jazz entstanden. Neben Gilsons Orchester arbeitete er auch in der Bigband von Ivan Jullien, ferner mit Barney Kessel. Anfang der 1970er-Jahre wirkte er im Orchester von Philippe Sarde am Soundtrack von César und Rosalie mit, auf dem er auch in einer Triokonstellation mit Pierre Gossez und Guy Pedersen zu hören ist. In diesem Jahrzehnt spielte er ferner bei Claude Bolling und Stéphane Grappelli, 1980 bei Jean-Claude Petit (The Best of All Possible Worlds). Unter eigenem Namen legte er ab 1971 eine Reihe von Instrumental-Alben vor, die sich in den Genres Popmusik, Electro, Disco und Easy Listening bewegen. In den späteren Jahren arbeitete er abseits des Jazz mit dem Musiker Marc Chantereau, etwa in der Gruppe Voyage. Im Bereich des Jazz war er zwischen 1967 und 2011 an 10 Aufnahmesessions beteiligt.

## Filmmusik (Auswahl)
- 1989–1991: Kommissar Moulin (Commissaire Moulin, Fernsehserie, 5 Folgen)
- 2002: La famille selon Mathieu (Kurzfilm)